# Angínovník čínský

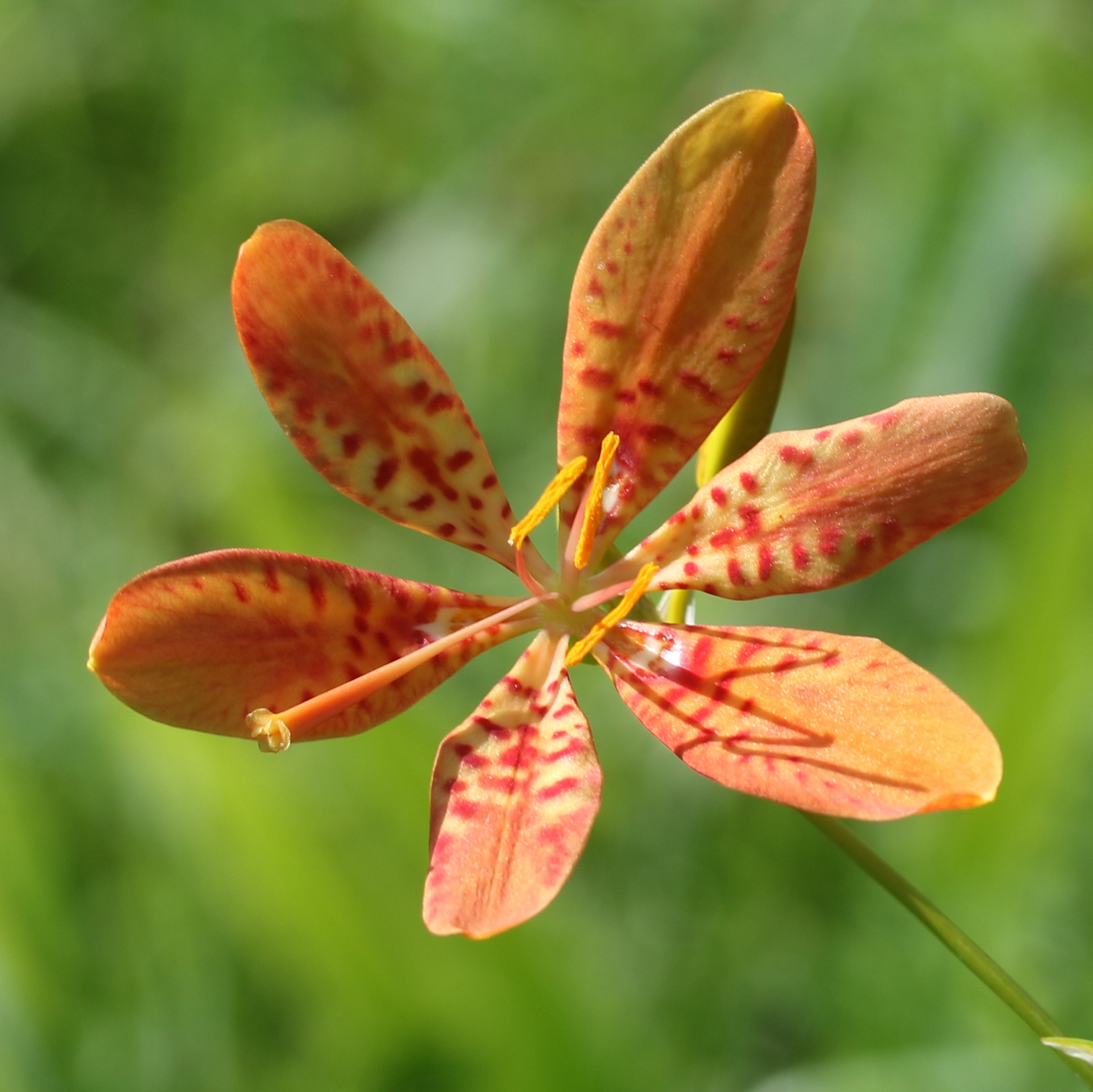
Květ

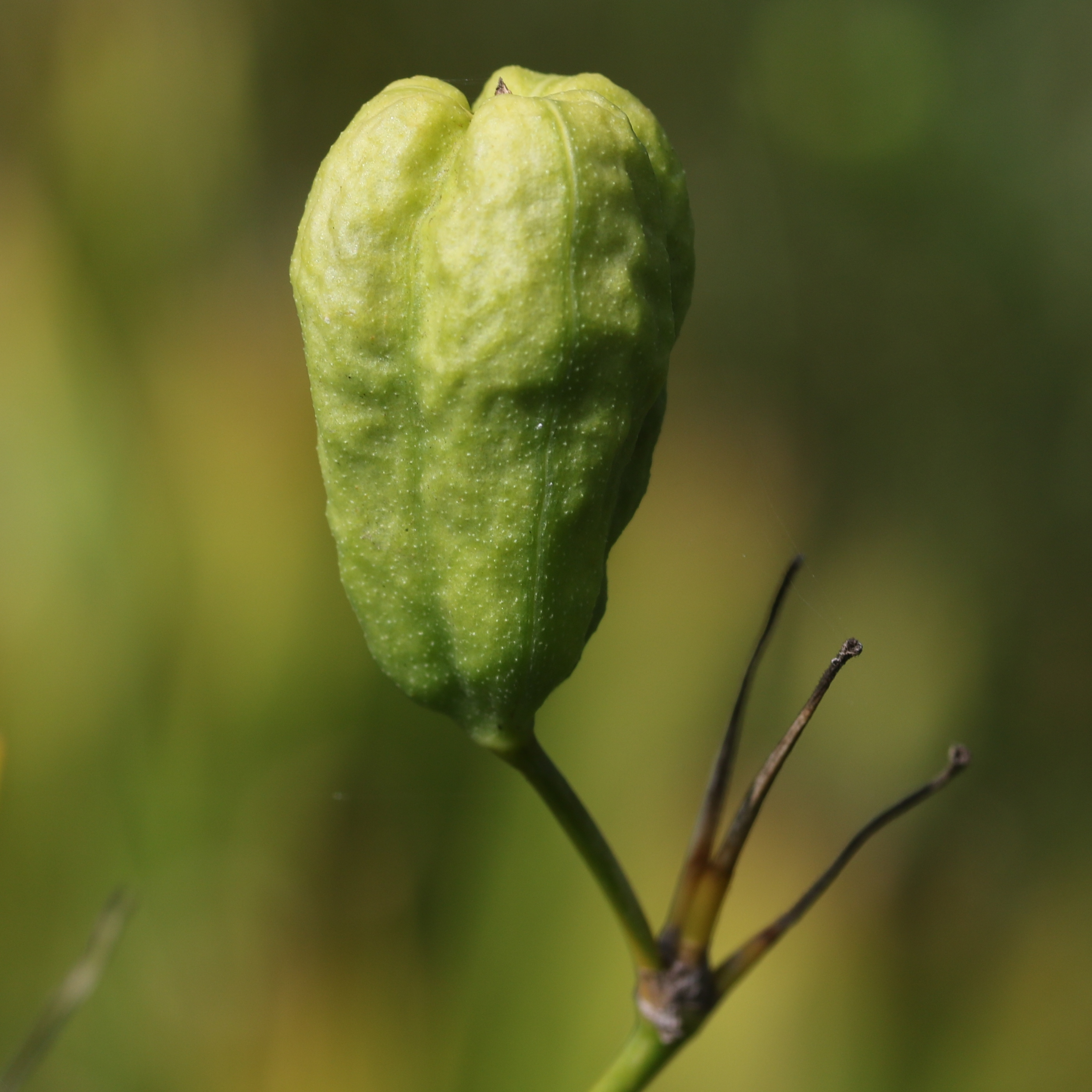
Zrající tobolka se semeny

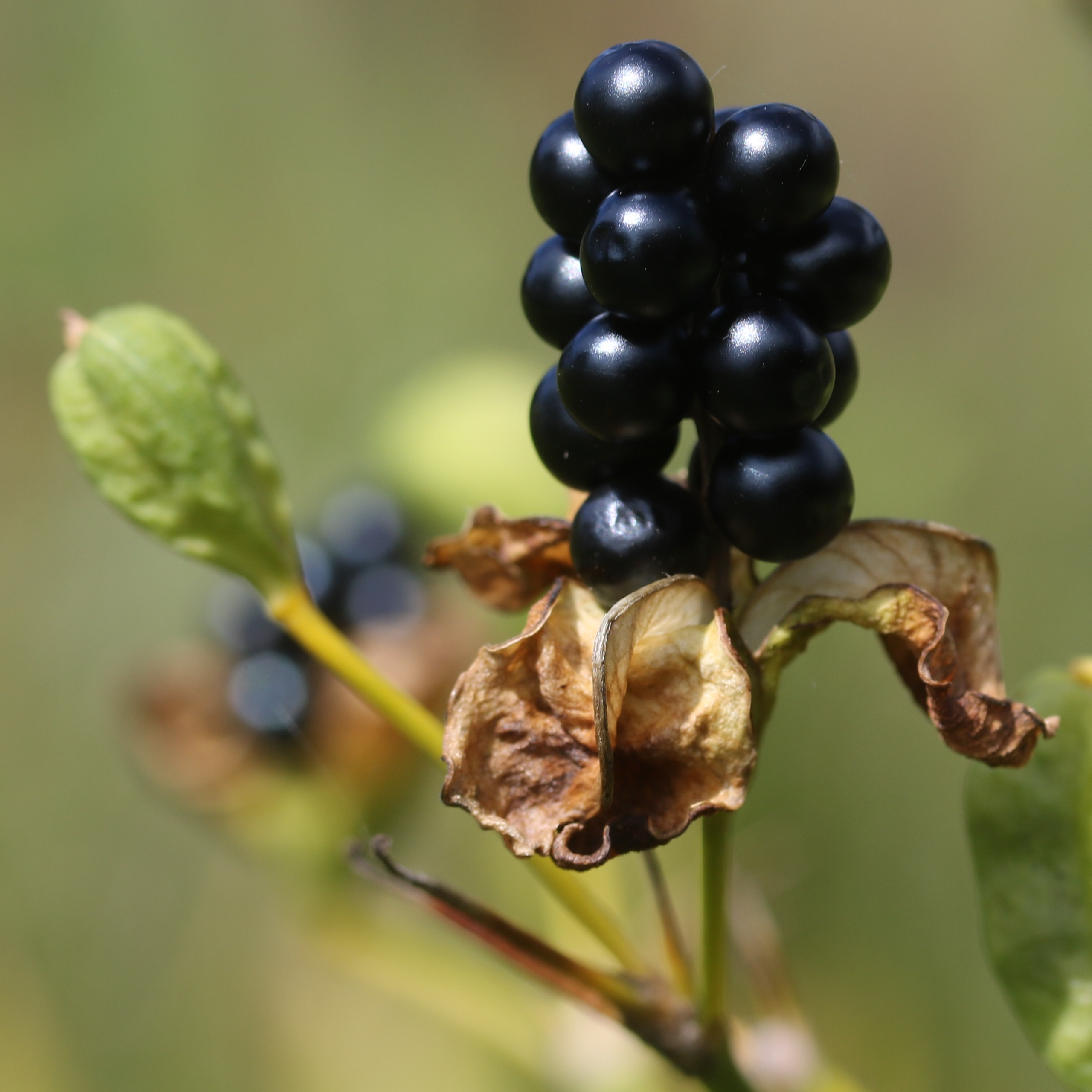
Zralá semena

Angínovník čínský (Iris domestica) je vytrvalá bylina pěstovaná pro hezké květy a léčivé účinky listů i oddenku. Je již po staletí používaná ve východoasijské medicíně preventivně nebo kurativně. V minulosti byl angínovník čínský znám pod jménem Belamcanda chinensis, v roce 2005 však byl rod Belamcanda na základě analýz DNA převeden do rodu Iris a dostal nové vědecké jméno Iris domestica.

## Výskyt
Původní výskyt druhu byl zjištěn v severovýchodní Asii, kde se jeho areál rozkládal na ruském Dálné východě v Přímořským kraji, na Korejském poloostrově, na ostrovech Japonska a v Číně v provinciích An-chuej, Če-ťiang, Fu-ťien, Chaj-nan, Chej-lung-ťiang, Che-nan, Che-pej, Chu-nan, Chu-pej, Jün-nan, Kan-su, Kuang-si, Kuang-tung, Kuej-čou, Liao-ning, Ning-sia, S’-čchuan, Šan-si, Šan-tung, Šen-si, Ťiang-si, Ťiang-su, Ťi-lin a Tibet. Byl lidmi velmi vyhledáván a postupně rozšířen na indický subkontinent do Bhútánu, Nepálu a Indie, do oblasti Indočíny do Myanmaru, Malajsie a Vietnamu a do blízké Indonésie i na Filipíny. S rozvojem cestování se dostal na mnohá nová území, například začal být pěstován i v Severní Americe, kde na některých příhodných místech zplaněl a stal se součásti tamní flóry. V Evropě se poprvé objevil na konci 17. století.

## Ekologie
V přírodě roste nejčastěji na místech s vápencovým podložím, na loukách, pastvinách, v savanách, lesních lemech a křovinách, na kamenitých stráních i ve skalách. Nejlépe se mu daří na plném slunci, v místech se suchou zimou a nepříliš silnými mrazy. Prospívá na dobře odvodněném stanovišti, na podmáčeném mu zahnívají kořeny, toleruje déletrvající sucho. Vystupuje až do nadmořské výšky přes 2000 m n. m. Angínovník čínský ve středoevropských podmínkách kvete od června do srpna a semena dozrávají od září do listopadu. Rostlina nejlépe roste při dlouhém teplém létu a dobře přežívá suché zimní období s teplotami neklesajícími pod -15 °C.

## Popis
Vytrvalá rostlina s přímou, obvykle větvenou lodyhou vysokou 60 až 100 cm vyrůstající z vodorovně se plazícího oddenku. Lodyha je vějířovitě porostlá, nejhustěji u báze, osmi až čtrnácti úzkými mečovitými listy dlouhými 20 až 60 cm a uprostřed širokými 2 až 4 cm, které mají krátkou pochvu. Neopadavé listy jsou šedě zelené, po obvodě hladké, na konci zašpičatělé a mají žilnatinu paralelní s osou listu.
U vrcholu lodyhy vykvétají v řídkých chocholičnatých květenstvích květy o průměru 3 až 4 cm. Ploché květy s krátkými stopkami mají šest okvětních lístků rostoucích ve dvou přeslenech. Vespod jsou lístky srostlé v krátkou trubku a výše lístky jednotlivě směřují nahoru nebo se zakřivují směrem ven. Jsou dlouhé až 35 mm a bývají zbarvené červenooranžově s temnými skvrnami, vzácně mohou být i žluté. V květu jsou tři tyčinky s plochými nitkami nesoucí prašníky. Spodní semeník, tvořen třemi plodolisty, je třídílný a má asi 25 mm dlouhou čnělku s trojlaločnou bliznou. Jednotlivé květy jsou otevřené pouze jeden den, ale rostlina jich produkuje řadu po dobu několika týdnů a květenství bývá rok od roku bohatší. Květy se rozvíjejí od spodu nahoru a jsou opylovány hmyzem, hlavně motýly.
Plod je hladká, trojpouzdrá tobolka až 3 cm dlouhá a 2,5 cm široká. Ve zralosti puká třemi chlopněmi a odhaluje drobná, slepená, kulatá semena obalená dužinou s černou blanitou slupkou, připomínající zralou ostružinu, která po určitou dobu zůstávají na místě uvadlého květu. Pro tato semena mívá angínovník čínský také lidové jméno "ostružinová lilie", nebo pro své skvrnité květy jméno "tygří lilie". Semena bývají ve zralosti šířena na nedlouhou vzdálenost větrem.

## Rozmnožování
Rostliny se přirozeně množí vyrůstáním z nových pupenů na výběžkatých oddencích a jejich rozrůstáním, na větší vzdálenosti pak z rozptýlených semen. Nejrychleji lze získat nové rostliny rozdělení stávajících shluků, o něco déle trvá vývoj ze semene prošlého stádiem jarovizace. Na jaře vyseté semeno vyklíčí do dvou až osmi týdnů a větší semenáče lze počátkem podzimu vysadit na stanoviště ve sponu 30 cm, kde za příhodných podmínek mohou kvést již následujícího roku.

## Pěstování
Angínovník čínský je pohledná, kvetoucí rostlina, kterou lze snadno pěstovat v bytě i na zahradě. Vyžaduje výživnou písečnou nebo hlinitou půdu na osluněném místě, která je v průběhu léta mírně vlhká a v zimě suchá. Při venkovním pěstování se doporučuje na zimu zakrytí mulčem. Dobře roste i v teplé domácnosti ve výživném, propustném a mírně vlhkém substrátu, v zimě vyžaduje stanoviště blízko okna a omezenou zálivku.

## Význam
V zahradách se pěstuje jako nenáročná trvalka s dekorativními listy a hlavně květy, které lze použít i k řezu, nebo jako přírodní léčivo v tradiční čínské medicíně. Listy i kořen obsahují glykosidy (belamcadin, tectoridin, shekanin a iridin), alkaloidy, flavonoidy, silice i třísloviny. Listy se užívají čerstvé, kořen se suší, drtí, namáčí či spařuje.
Nejčastěji se používají listy mající antiseptický a místně analgetický účinek, které se žvýkají čerstvé a jsou poměrně palčivé. Pomáhají při zahlenění dýchacích cest, bolestí v krku i u léčby samotné angíny, odtud české jméno byliny "angínovník". Působí poměrně razantně a doporučuje se asi 3 cm listu žvýkat nejvýše šestkrát denně po půl minutě, pak jej vyplivnout. S nástupem zimního období lze užívat preventivně jednou denně. Těsně po užití se pro prodloužení účinku léčivých látek nedoporučuje pít. U alergických jedinců působí mírně toxicky, může způsobit otok dýchacích cest.
Odvar z kořene se používá řidčeji, aplikuje se při chorobách ledvin a močových cest, revmatismu a nadýmání, působí příznivě na trávicí ústrojí i pohlavní žlázy, kloktá se jim pro dezinfekci ústní dutiny. Nedoporučuje se těhotným, může zastavit vývin plodu během prvního trimestru těhotenství.